# Dorfkirche Renthendorf

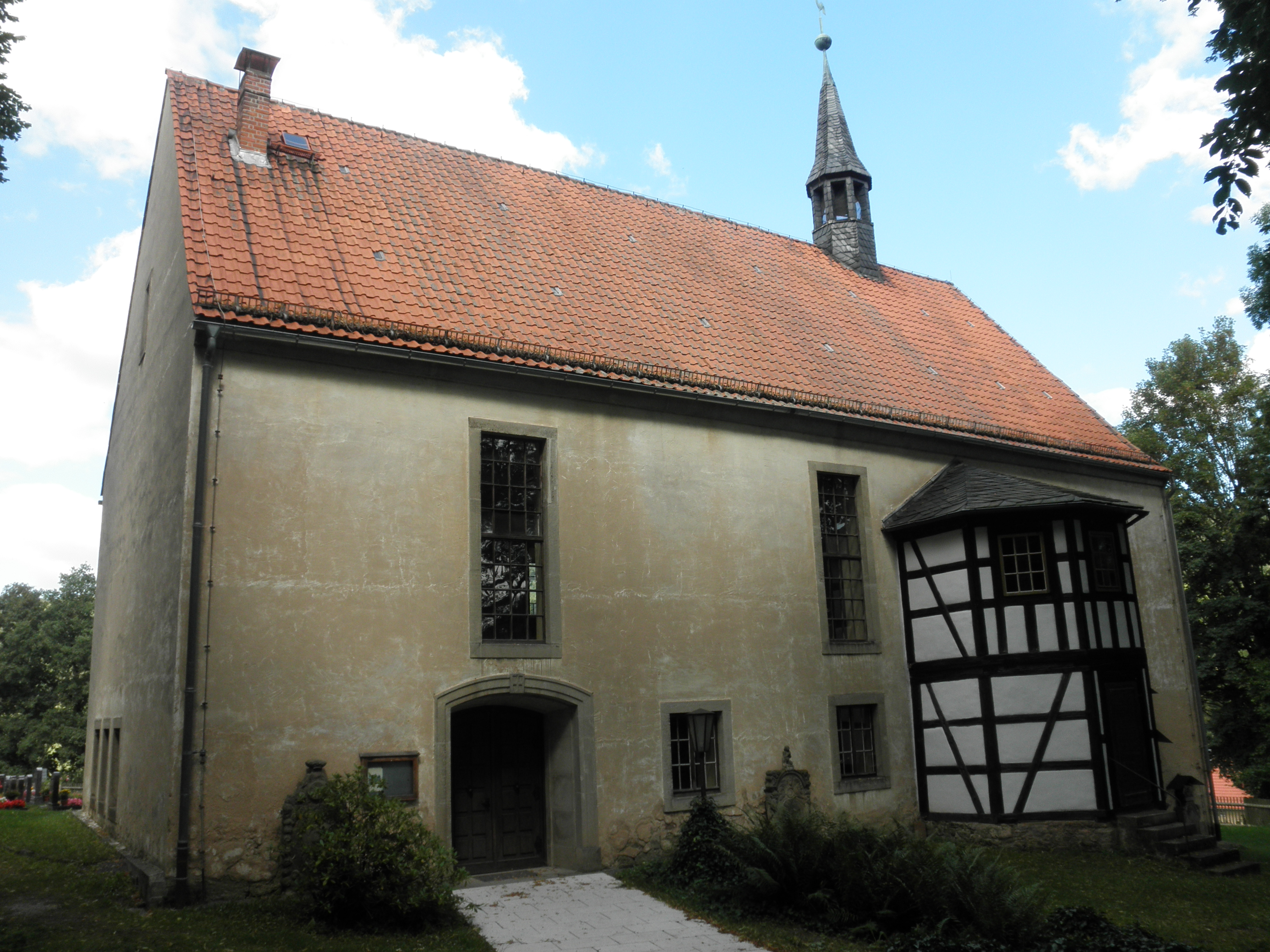
Kirche zu Renthendorf (2013)

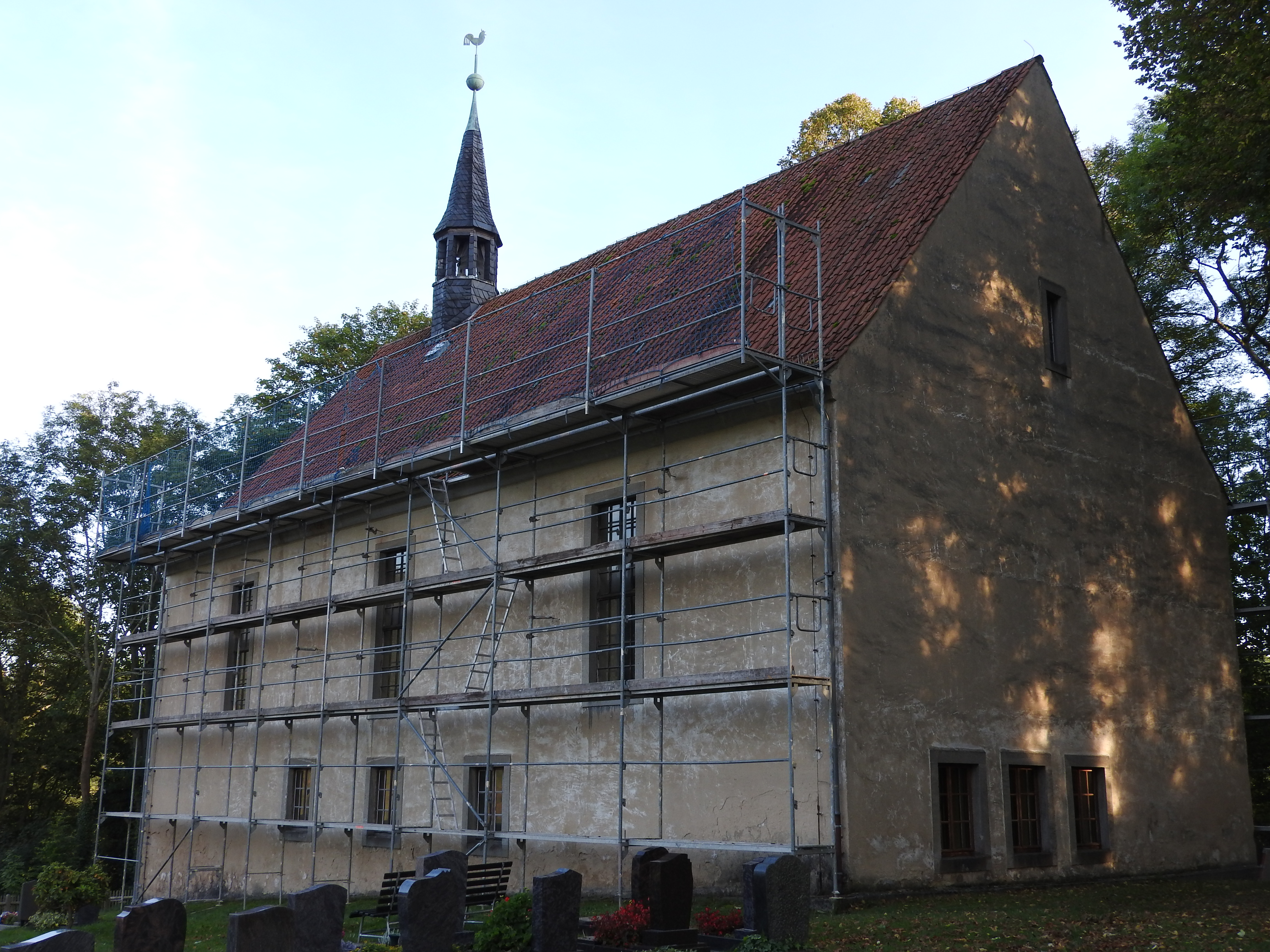
Rück-Ansicht (2019)

Die Dorfkirche Renthendorf steht in der Gemeinde Renthendorf im Saale-Holzland-Kreis in Thüringen. Sie gehört zum Pfarrbereich Ottendorf im Kirchenkreis Eisenberg der Evangelischen Kirche in Mitteldeutschland.

## Lage
Die Kirche liegt auf einem Bergsporn oberhalb des Dorfes.

## Geschichte
1741 wurde die Vorgängerkirche als Saalkirche mit Dachreiter und südlich angebauter Patronloge errichtet. Sie verfügte neben einem schönen barocken Kanzelaltar über eine wertvolle, von dem Silbermann-Schüler Friderici geschaffene Orgel. Die Kirche stand unter Denkmalschutz. Von 1813 bis 1864 war sie die Pfarrkirche von Christian Ludwig Brehm gewesen. Dessen Sohn Alfred Brehm war hier getauft und konfirmiert worden.
1958 brannte die Kirche bis auf die Grundmauern ab. Unter starkem Einsatz der Gemeinde und unter „teilweise ungünstigen Bedingungen“ erfolgte bis 1964 der Wiederaufbau, als „moderne, schlichte Kirche“ mit einem kleinen Dachreiterturm. Von der alten Kirche steht noch ein Fachwerkanbau, der früher den Aufgang zur Patronatsloge enthielt und heute Sakristei ist.

## Das Langhaus

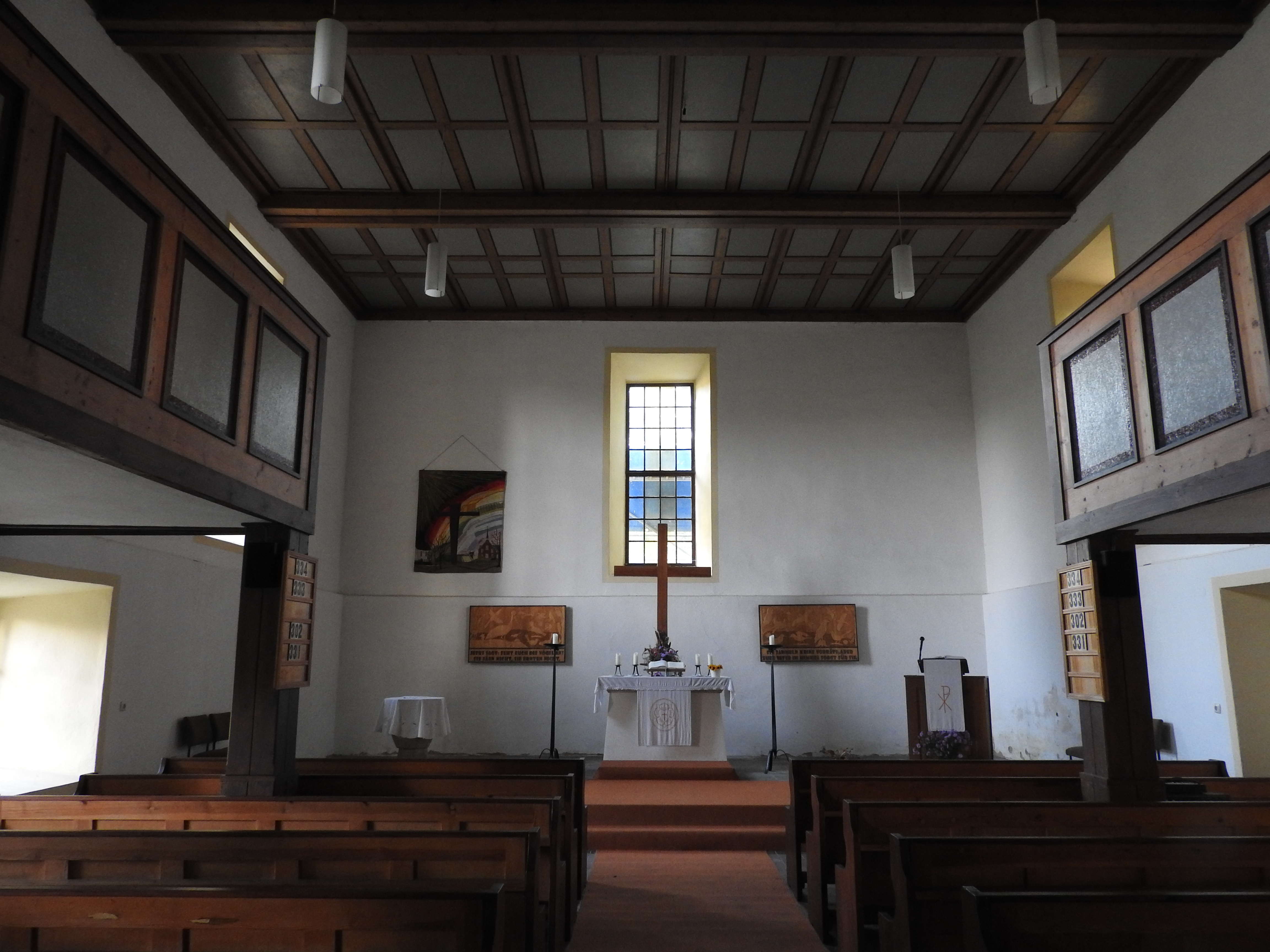
Innenansicht

Das Kirchenschiff ist innen schlicht ausgestattet. Die Emporen und der Mittelgang wurden wie im ausgebrannten Schiff wieder eingebaut. Im Altarraum wurden ein Altar mit Kreuz, ein Predigtpult und der Taufstein aufgestellt. Unter den Emporen befindet sich ein Gemeinderaum. Die Patronatsloge wurde als Sakristei umfunktioniert.

## Orgel und Geläut

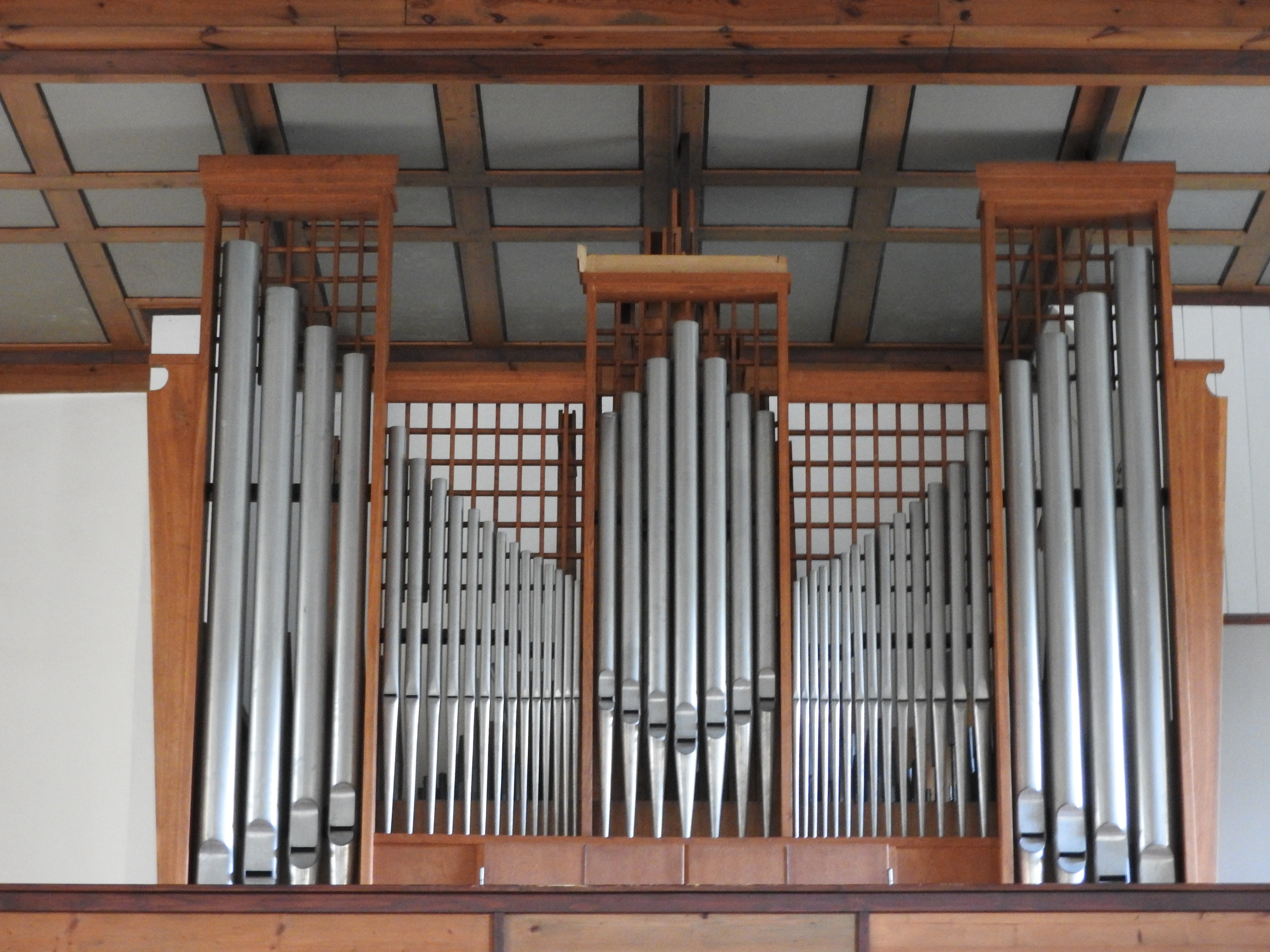
Orgel

Gerhard Kirchner aus Weimar erbaute 1968 die neue Orgel unter Verwendung barocker Windladen eines anderen Instrumentes.
Das Geläut mit den neuen Kirchenglocken hängen im Glockenturm oberhalb der Kirche.

## Gedenkstätte Brehm
Die Brehm-Gedenkstätte, das einstige Pfarrhaus von Renthendorf, liegt südlich unweit der Kirche auf einer Anhöhe. Sie erinnert an die Brehm-Familie, besonders an Christian Ludwig Brehm, 50 Jahre Pfarrer im Dorf, und an seinen Sohn Alfred Brehm, den weltbekannten Zoologen. Als Verweis auf diese Tradition hängen im Altarraum zwei Intarsien, die an die bekannten Jesuworte von den Vögeln erinnern.
Am Kriegerdenkmal stehen die zwei beim Brand 1958 zersprungenen Stahl-Glocken als Denkmal an dieses Ereignis.
Auf dem Kirchhof ruhen Alfred Brehm, seine Eltern sowie weitere Familienmitglieder.